# Rodež
Rodež je naselje v Občini Zagorje ob Savi.